# Lösbar grupp
Inom matematiken, speciellt inom gruppteorin, är en lösbar grupp en grupp som kan konstrueras från abelska grupper genom att använda utvidgningar. Med andra ord är en lösbar grupp en grupp vars härledda serie förr eller senare leder till den triviala delgruppen.
Historiskt uppstod ordet "lösbar" från Galoisteorin och beviset av omöjligheten av en generell lösning i radikaler för femtegradsekvationer. Mer specifikt är en algebraisk ekvation lösbar i radikaler om och bara om den korresponderande Galoisgruppen är lösbar.

## Definition
En grupp {\displaystyle G} säges vara lösbar om den har en sammansättningsserie vars kvotgrupper alla är abelska; med andra ord, om det finns delgrupper {\displaystyle \{1\}=G_{0}<G_{1}<\cdots <G_{k}=G} så att {\displaystyle G_{j-1}} är normal i {\displaystyle G_{j}} och {\displaystyle G_{j}/G_{j-1}} är abelsk för {\displaystyle j=1,2,\dots ,k}.
Ett ekvivalent krav är att gruppens härledda serie
{\displaystyle G\triangleright G^{(1)}\triangleright G^{(2)}\triangleright \cdots ,}
där varje delgrupp är kommutatordelgruppen av den föregående, förr eller senare når den triviala delgruppen {1} av G. Dessa två definitioner är ekvivalenta, eftersom för varje grupp H och varje normal delgrupp N av H är [kvoten H/N abelsk om och bara om N inkluderar H(1). Det minsta talet n så att {\displaystyle G^{(n)}=\{1\}} kallas för den härledda längden av den lösbara gruppen G.

## Exempel
Alla abelska grupper är trivialt lösbara - ty en subnormal serie ges helt enkelt av gruppen själv och den triviala delgruppen. Men det finns många exempel på icke-abelska lösbara grupper.
Mer allmänt är varje nilpotent grupp lösbar. Speciellt är alla ändliga p-grupper lösbara, emedan de är nilpotenta.
Ett exempel på en lösbar, icke-nilpotent grupp är symmetriska gruppen S3. Eftersom den minsta enkla icke-abelska gruppen är A5 (alternerande gruppen av grad 5) följer det att varje grupp av ordning mindre än 60 är lösbar. 
Feit–Thompsons sats säger att varje ändlig grupp av udda ordning är lösbar.
En ändlig grupp vars alla p-Sylowgrupper är cykliska är en halvdirekt produkt av två cykliska grupper, och härmed lösbar. Sådana grupper kallas för Z-grupper.

## Burnsides sats
Burnsides sats säger att om G är en ändlig grupp av ordning 
{\displaystyle p^{a}q^{b}\ }
där p och q primtal a och b icke-negativa heltal, då är G lösbart.